# تيبيراري
تيبيراري (بالإنجليزية: Tipperary)‏ هي مدينة من مدن جمهورية أيرلندا. يبلغ عدد سكانها 5,065 نسمة وذلك حسب إحصائيات سنة 2006. يبلغ ارتفاع المدينة عن سطح البحر قرابة 102 متر.

## أعلام
- تريفور هوغن
- روبرت ستانلي
- دانيال أوكونور
- براندان غراهام
- ريمون جيمس بولاند